# Національний музей карет (Лісабон)
Національний музей карет (порт. Museu Nacional dos Coches) — одна з найкращих колекцій карет у світі. Розташовано в Лісабоні.

## Історія

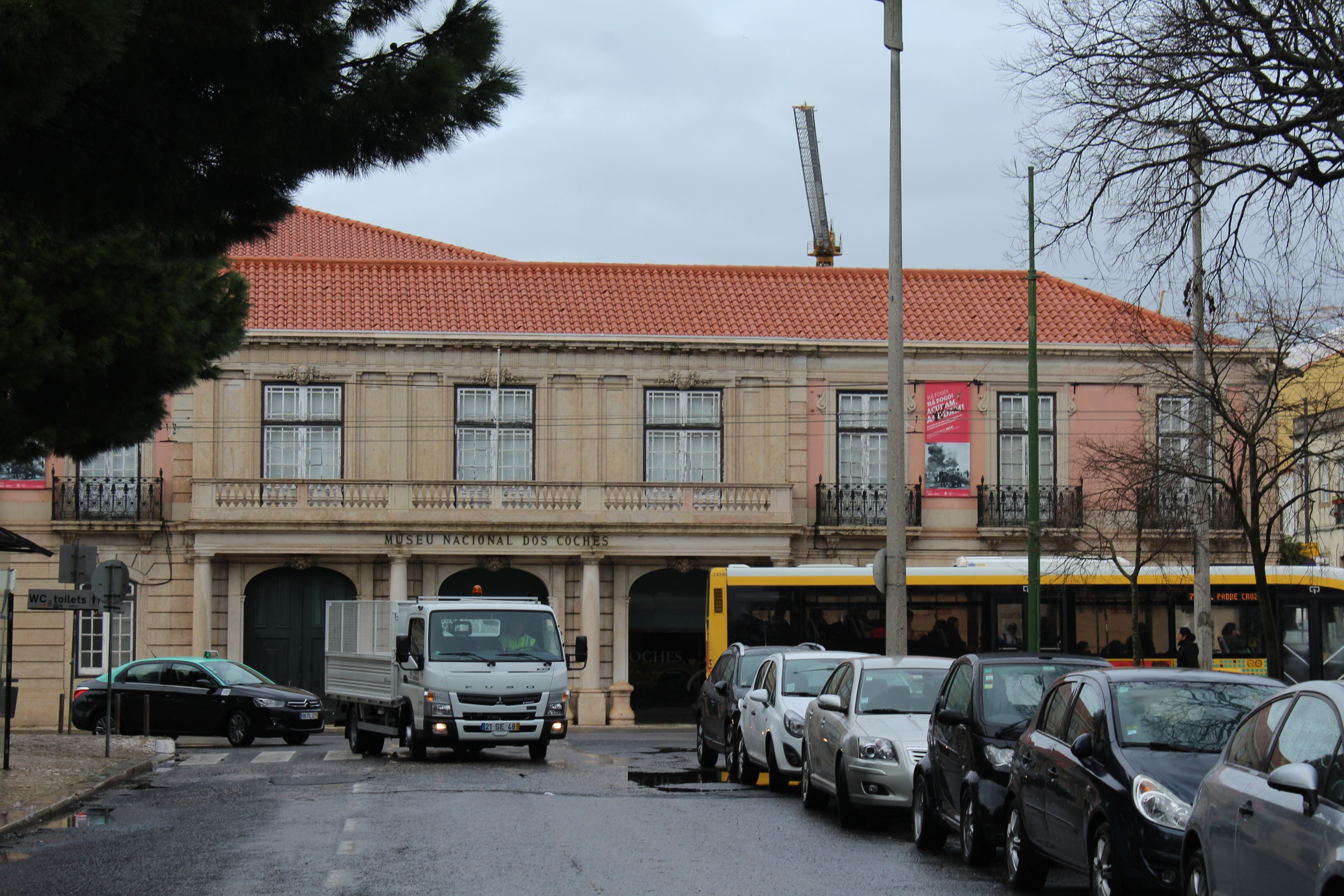
Стара будівля музею

Відкрито 23 травня 1905 року з ініціативи португальської королеви Амелії Орлеанської. Музей відкрили в будівлі королівського манежу (Picadeiro Real), побудованого з ініціативи інфанта Жуана в 1787 році (остаточне оздоблення розписами, азулєжу і гравюрами завершили в 1828 році) за проектом італійського архітектора Джакомо Азоліні в неокласичному стилі. В залі манежу розташовувалося 29 карет.
У 1910 році колекція настільки розширилася, що музейний простір довелося збільшити, що і було зроблено в 1944 році португальським архітектором Раулем Ліну. 1994 року уряд Лісабону видає указ про створення нової музейної площі. З 1999 по 2001 року відбувається масштабна реконструкція будівлі.
2010 року влада міста вирішила побудували для музею сучасну будівля через дорогу від манежу. Величезна будівля вартістю 40 млн євро зі скла і бетону розташовано практично на березі Тежу на площі Афонсу де Альбукерке, по сусідству зі станцією приміських поїздів Белен. Автором цієї будівлі став бразильський архітектор Паулу Мендеш да Роша. Відкриття музею відбулося 23 травня 2015 року.

## Опис

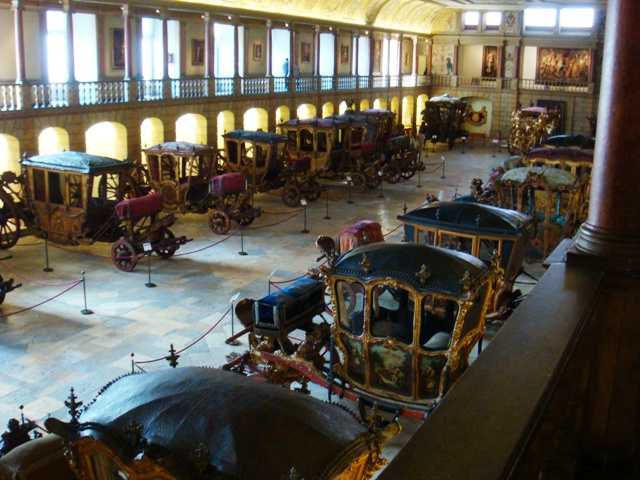
Частина експозиції

Основна експозиція складається з близько 100 експонатів XVI—XX століть: від розкішно оформлених кабін португальських королів до стриманих варіантів для державних службовців. Багато з них є подарунками іспанських, австрійських, данських, французьких і італійських монархів. Представлено 20 різновидів карет, насамперед коляски, купе, седани, кабріолети, кларенси, мілорди.
Самий старовинний експонат датується XVI століттям — карета Філіппа III Габсбурга, короля Іспанії та Португалії, якою він приїздив до лісабона у 1619 році. Другою за віком каретою є екіпаж королеви Марії Франциски Савойської, дружини королів Афонсу VI і Педру II. Іншими цікавими експонатами є карети папи оимського Клемента XI і королеви Марії I.
Цікаві варіанти дитячих карет. У таких транспортних засобах принци і принцеси роз'їжджали королівськими садами і парках. Запрягалися ці карети поні або козлами.
Крім карет в музеї представлено безліч транспортних засобів, а також мундири, сідла, колеса, мисливські труби, турнірні щити для коней, шаблі, костюми для верхової їзди знаті, наряди жокеїв — все, що так чи інакше пов'язане з транспортом на кінській тязі. Вони розподілені по розділах: галерея живопису, кінні ігри, полювання, уніформа, сідла, збруя, відмітні знаки.
Існують також приміщення для тимчасових експозицій (виставлялися картини із серії «Королі і королеви Португалії», мініатюри відомих екіпажів, малюнки сучасних художників), реставраційної майстерні, аудиторії на 330 чоловік, бібліотеки, архіву, сувенірного магазину і кафе-морозива Сантіні.
Разом з тим продовжує існували перший музей карет, дена сьогодні представлено 7 карет. Являє собою парадну залу завширшки 17 м і завдовжки 50 м. У верхній частині знаходяться трибуни, пов'язані вузькими галереями, і по обох кінцях будівлі є балкон для суддів і королівської родини, звідки вони спостерігали за змаганнями. Картини португальських художників, що зображують алегоричні сцени всіх аспектів мистецтва верхової їзди прикрашають верхню частину залу, але найбільш грандіозне видовище — це стеля, вкрита фресками Жоакима Жозе Лопеша, Франсишку де Сетубала, Жозе де Олівейри і Ніколау Делеріва. Разом з новою будівленю складає єдиний музейний комплекс.

## Види карет

Карета папи римського Клемента XI
Карета Маріанни Австрійської
Карета Педру II
Карета патріарха
Карета королеви Марії Франсиски Савойської
Карета короля Жозе I
Карета короля Жуана V
Королівська берлина
Берліна з ліжком
Шарабан
Берлина для процесій
Паланкин
Королівська коляска
Фаетон
Карета Віторії

У першу неділю кожного місяця — безкоштовні екскурсії.